# Blaasgruis
Blaasgruis is een aandoening waarbij zoutneerslagen in de urine vormen. Deze zoutneerslagen slaan neer in de blaas, waar ze voor irritatie en pijn zorgen. Het blaasgruis kan voor een infectie zorgen, maar ook samen klonteren tot een blaassteen. Tevens kan blaasgruis (eventueel samen met ontstekingsmateriaal) vastlopen in de urinebuis, waardoor er een acute verstopping ontstaat. Een verstopping van de plasbuis komt vaker voor bij mannelijke dan bij vrouwelijke dieren en is te allen tijde een medisch spoedgeval. Blaasgruis komt bij alle diersoorten voor, maar wordt vooral veel gezien bij katten. Bij bijvoorbeeld konijnen hoort dit in de normale urine aanwezig te zijn, maar bij de meeste dieren is de aanwezigheid niet normaal. 
Blaasgruis wordt pas merkbaar als het dier last krijgt met plassen. Er is dan al een blaasontsteking ontwikkeld. Dit kan door irritatie komen, er hoeft niet altijd een bacteriële infectie te zijn.
Een blaasontsteking is onder andere te herkennen aan:
- vaak plassen
- kleine plasjes
- bloed in de urine, de urine verkleurt rood
- troebele urine
- plassen op andere plaatsen dan de kattenbak (niet te verwarren met onzindelijkheid)
- klagen van het dier tijdens het plassen

Blaasgruis is te behandelen met speciaal dieet, een dierenarts zal vragen om een urinemonster om vast te stellen of er sprake is van een infectie en/of blaasgruis.